# Nol van der Vegt

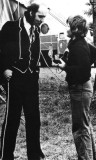
Nol van der Vegt en zijn zoon Herman

Arnold (Nol) van der Vegt jr. (Voorst, 28 juli 1940 – Amsterdam, 27 januari 1989), ook wel bekend als Nol Renz, was een Nederlandse circusdirecteur. Hij leidde tot aan zijn overlijden samen met zijn echtgenote Marina het Circus Renz.
Nol van der Vegt groeide op in het circus van zijn grootvader Arnold van der Vegt en vader Herman van der Vegt. Rond 1970 droeg zijn vader het eigenaarschap over aan Van der Vegt en zijn broer Paul. Nol van der Vegt werd hierbij circusdirecteur en zorgde er samen met zijn vrouw Marina voor dat zijn circus zich door het binnenhalen van verschillende internationale acts weer kon meten met de grootste circussen van Europa.
In de jaren tachtig werkte Van der Vegt samen met het televisieduo Bassie en Adriaan, die gastoptredens verzorgden en met de steun van het personeel van Circus Renz zelf enige jaren met een circus rondreisden. In 1988 werd Van der Vegt ernstig ziek. Hij overleed begin 1989. Zijn zoon Herman Renz zette vanaf 1991 het familiebedrijf voort onder de naam Circus Herman Renz.